# George Sullivan (Politiker)
George Sullivan (* 29. August 1771 in Durham, Strafford County, New Hampshire Colony; † 14. April 1838 in Exeter, New Hampshire) war ein US-amerikanischer Politiker. Zwischen 1811 und 1813 vertrat er den Bundesstaat New Hampshire im US-Repräsentantenhaus.

## Werdegang
George Sullivan war ein Sohn von John Sullivan (1740–1795), der Delegierter zum Kontinentalkongress sowie zwischen 1786 und 1790 zweimal Gouverneur von New Hampshire war. Er war außerdem ein Neffe von James Sullivan (1744–1808), der als Gouverneur von Massachusetts amtierte. Sullivan besuchte bis 1790 die Harvard University. Nach einem Jurastudium und seiner im Jahr 1793 erfolgten Zulassung als Rechtsanwalt begann er in Exeter in seinem neuen Beruf zu praktizieren.
Politisch war Sullivan Mitglied der von Alexander Hamilton gegründeten Föderalistischen Partei. Im Jahr 1805 wurde er in das Repräsentantenhaus von New Hampshire gewählt. Zwischen 1805 und 1806 übte er das Amt des Attorney General seines Staates aus. Bei den Kongresswahlen des Jahres 1810, die staatsweit abgehalten wurden, wurde er für das fünfte Abgeordnetenmandat von New Hampshire in das US-Repräsentantenhaus in Washington, D.C. gewählt, wo er am 4. März 1811 die Nachfolge von James Wilson antrat. Bis zum 3. März 1813 absolvierte er nur eine Legislaturperiode im Kongress. In diese Zeit fiel der Beginn des Britisch-Amerikanischen Krieges.
Nach dem Ende seiner Zeit im Repräsentantenhaus war Sullivan 1813 erneut Abgeordneter im Parlament seines Heimatstaates; zwischen 1814 und 1815 gehörte er dem Senat von New Hampshire an. Danach war er zwischen 1816 und 1835 erneut Attorney General des Staates. George Sullivan starb am 14. April 1838 in Exeter.